# Hardee County
Hardee County är ett administrativt område i delstaten Florida, USA, med 27 731 invånare. Den administrativa huvudorten (county seat) är Wauchula. 
Countyt har fått sitt namn efter Cary A. Hardee som var guvernör i Florida 1921-1925.

## Geografi
Enligt United States Census Bureau har countyt en total area på 1 653 km². 1 650 km² av den arean är land och 3 km² är vatten. 

### Angränsande countyn
- Polk County, Florida – nord
- Highlands County, Florida – öst
- DeSoto County, Florida – syd
- Manatee County, Florida – väst
- Hillsborough County, Florida – nordväst